# Tajové

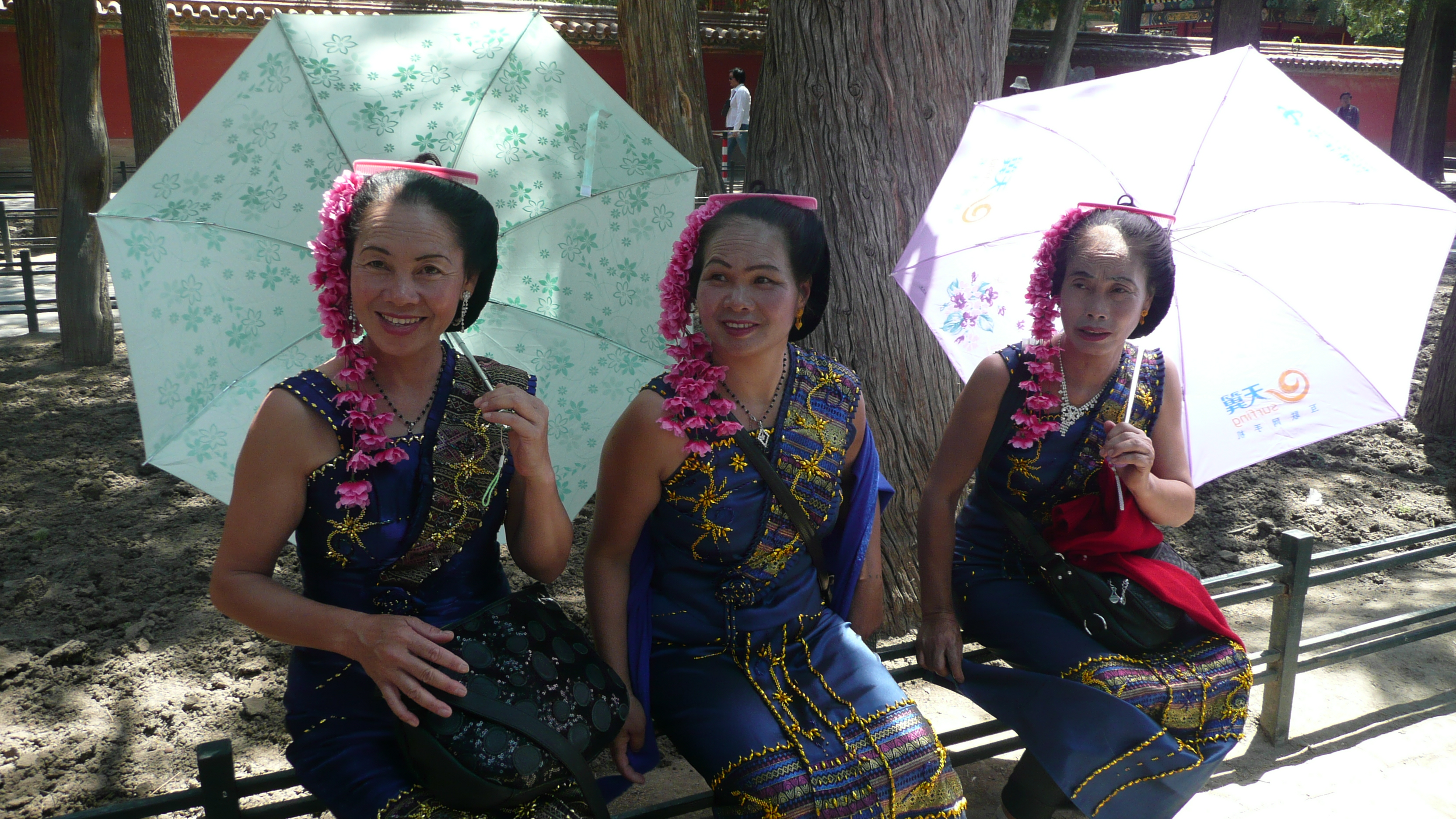
Příslušnice tajské menšiny

Tajové (čínsky 傣族, pinyin Dǎi Zú) jsou etnická skupina žijící především v jihočínské provincii Jün-nan (čínsky 云南, pinyin Yúnnán). Výraz Dai je možné aplikovat i na národy sousedních států, Myanmaru, Laosu, Thajska a Vietnamu, jelikož všechny patří do rodiny tajsko-kadajských jazyků. Tajové jsou jednou z pětapadesáti oficiálně uznaných národnostních menšin Číny a jejich populace činí asi 1,15 milionů. Mnoho příslušníků této etnické skupiny získává obživu v zemědělství, zejména pěstováním kvalitního čaje Pchu-er (čínsky 普洱茶, pinyin Pǔ'ěr chá). 

## Historie
První zmínky o menšině Dai pocházejí už z období dynastie Chan (čínsky 汉朝, pinyin Hàncháo), kdy se tehdejší císař Wu-ti snažil získat vládu nad skupinami v provinciích Jün-nan, Kuej-čou a S′-čchuan. Z písemných pramenů z 9. století je patrné, že už tenkrát měli Tajové velmi rozvinuté zemědělství. Zavedli důmyslný zavlažovací systém, k obdělávání půdy využívali dobytka, hlavně turu a slonů, a z vody získávali sůl.  Ve 12. století došlo v oblasti ke sjednocení kmenů, které pak vytvořily království, známé pro chov ušlechtilých koní a bílých slonů. Toto království nadále uznávalo svrchovanost císařského dvora. V období vlády dynastie Jüan (čínsky 元朝, pinyin Yuáncháo) byl zaveden systém dědičného titulu náčelníků volených z etnických skupin; tento systém pak byl ještě posílen za dynastie Ming (čínsky 明朝, pinyin Míngcháo). 

## Náboženství a zvyky

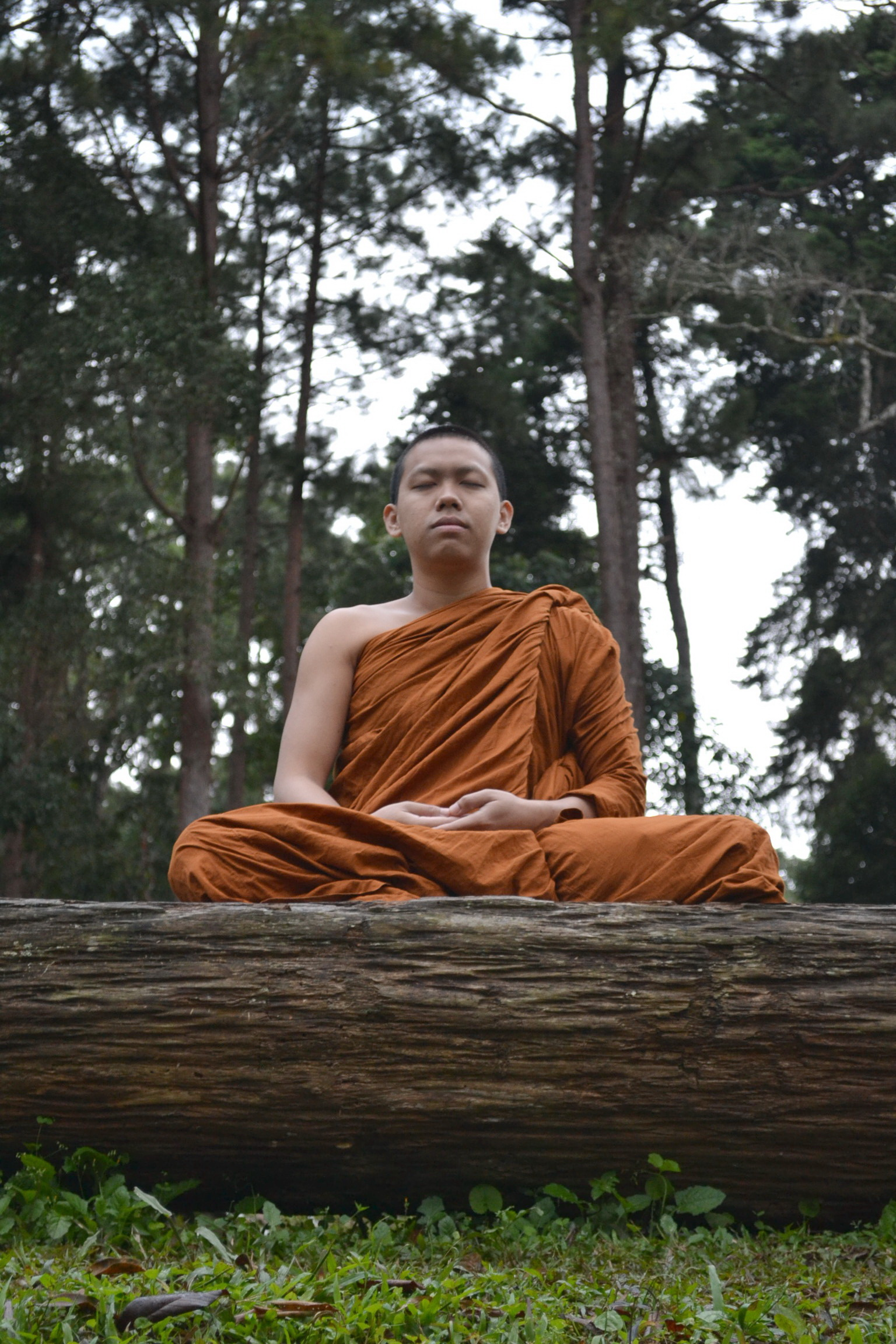
Meditující théravádský mnich

Nejrozšířenějším náboženstvím mezi Taji je buddhismus. Zatímco v pohraničí Jün-nanu je populárnější Hínajána, kombinovaná s prvky šamanismu, většina Tajů se hlásí spíše k théravádě. Ta se do Jün-nanu rozšířila už v 7. století, ale oficiálním náboženstvím Tajů se stala až v 16. století. Do té doby byli Tajové především vyznavači animismu, víry v duše a duchovní bytosti, jehož prvky tajskou théravádu výrazně ovlivnily. Dodnes ve většině tajských vesnic stojí animistické chrámy a oltáře.  S nástupem buddhismu se rozšířila i praxe posílat chlapce do buddhistických klášterů, aby se tam naučili číst a psát. Po dosažení určitého vzdělání se buď stali mnichy nebo se vrátili do rodné vesnice ke světskému životu. 

### Tajské buddhistické kláštery

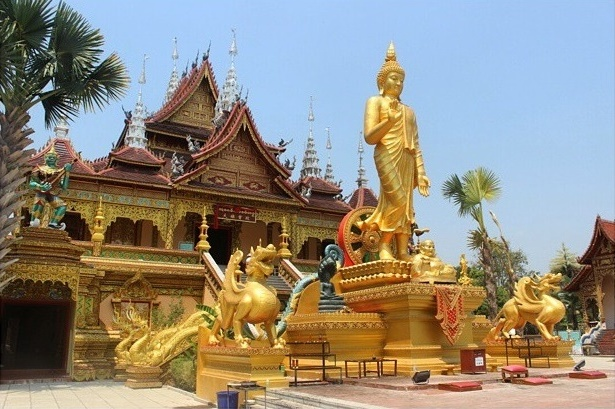
Tajský buddhistický chrám (Jinghong, Jün-nan, Čína)

Typický buddhistický chrámový komplex se skládá ze vstupní brány, hlavního sálu, pokojů pro mnichy, kteří v chrámu žijí a pracují, a speciální místnosti, kde je uložen gong. Výrazným rysem klášterů jsou pagody; čím větší chrám, tím víc pagod. Umístění budov komplexu je ovlivněno okolním terénem a estetickými hodnotami, hlavní brána zpravidla směřuje na východ.  Hlavní sál je situovaný v ose na západ od brány. Je to hlavní místo modlitebních aktivit, zapalují se zde svíce a vonné tyčinky, recitují sútry. Na vše tu dohlíží socha Buddhy otočená k východu. Vzhledem k vlhkosti vzduchu v oblastech, kde Tajové žijí, je i pro chrámové budovy důležitá ventilace. 

### Pohřby
Tajům je vlastní buddhistická víra v posmrtný život a reinkarnaci, zároveň však věří, že lidé se po smrti stávají duchy, takže je nutné je správně pohřbít. Zatímco příslušníci šlechty a mniši byli zpravidla zpopelňováni, prostí občané bývali pohřbíváni do země. Pokud člověk zemřel přirozenou smrtí, získal místečko na hřbitově umístěném v blízkosti vesnice. Tajové věří, že člověka, který zemřel při nehodě nebo násilnou smrtí, je třeba pohřbít co nejdál od ostatních, jelikož se z něj stává zlý duch.  Šlechta a prostí občané byli pohřbíváni na oddělených hřbitovech, mniši byli po zpopelnění pohřbeni v keramické urně za chrámem. 

### Svátky
Mnohé tajské svátky jsou úzce spojeny s náboženstvím a slaví se podle lunárního kalendáře.

#### Svátek šplíchání vody
Svátek šplíchání vody je možné označit za ekvivalent čínského Nového roku, proto je to pro Taje ten nejvýznamnější svátek. Pro první dva dny tohoto svátku jsou typické závody dračích lodí, které jsou symbolickým rozloučením se starým rokem, třetí den je zasvěcen vítání nového roku. Brzy z rána se lidé umyjí, oblečou si nové šaty a shromáždí se u chrámu, kde pak společně staví věž z písku. Kolem ní pak sedí a poslouchají předčítání buddhistických textů. Poté je z chrámu vynesena socha Buddhy, kterou všechny ženy z vesnice společně omyjí. Svátek je zakončen hromadnou vodní bitvou, což má do nového roku přinést štěstí a radost. 

#### Svátek pocty drakům
Termín tohoto svátku je každoročně určen podle tajského kalendáře a většinou se koná v době ledna (podle gregoriánského kalendáře). Drak je bytost s obrovskou mocí, se kterou je nutné být za dobře. Tajové proto každým rokem vzdávají drakům hold v podobě peněz, jídla nebo oblečení, aby zajistili dobrou úrodu na následující rok. Dary od každého člověka závisí především na jeho ekonomické situaci a postavení. Po shromáždění veškerých obětin u chrámu se vše naloží na bambusový vor a za recitování súter a modliteb se nechá odplout po proudu řeky. 

#### Svátky otevírání a zavírání dveří
Tyto dva svátky jsou provázány jeden s druhým a oba mají velký význam v náboženském živote Tajů. Svátek zavírání dveří připadá na polovinu června a následují po něm tři měsíce intenzivních náboženských aktivit. Ty jsou pak ukončeny svátkem otevírání dveří, který pro Taje znamená návrat k normálnímu životu. 

## Kuchyně
Tajská kuchyně je, podobně jako příbuzná thajská kuchyně, hodně orientovaná na ostrá a kyselá jídla. Její nedílnou součástí je rýže. Zahrnuje i různé druhy masa, hlavně vepřové, hovězí, drůbež, ryby a mořské plody. V některých oblastech, kde Tajové žijí, je populární i psí maso. Tajové si také velmi potrpí na nakládanou zeleninu a bambusové výhonky. Tajská kuchyně se neobejde bez koření, tropického ovoce a různých druhů řas. 

### Speciality

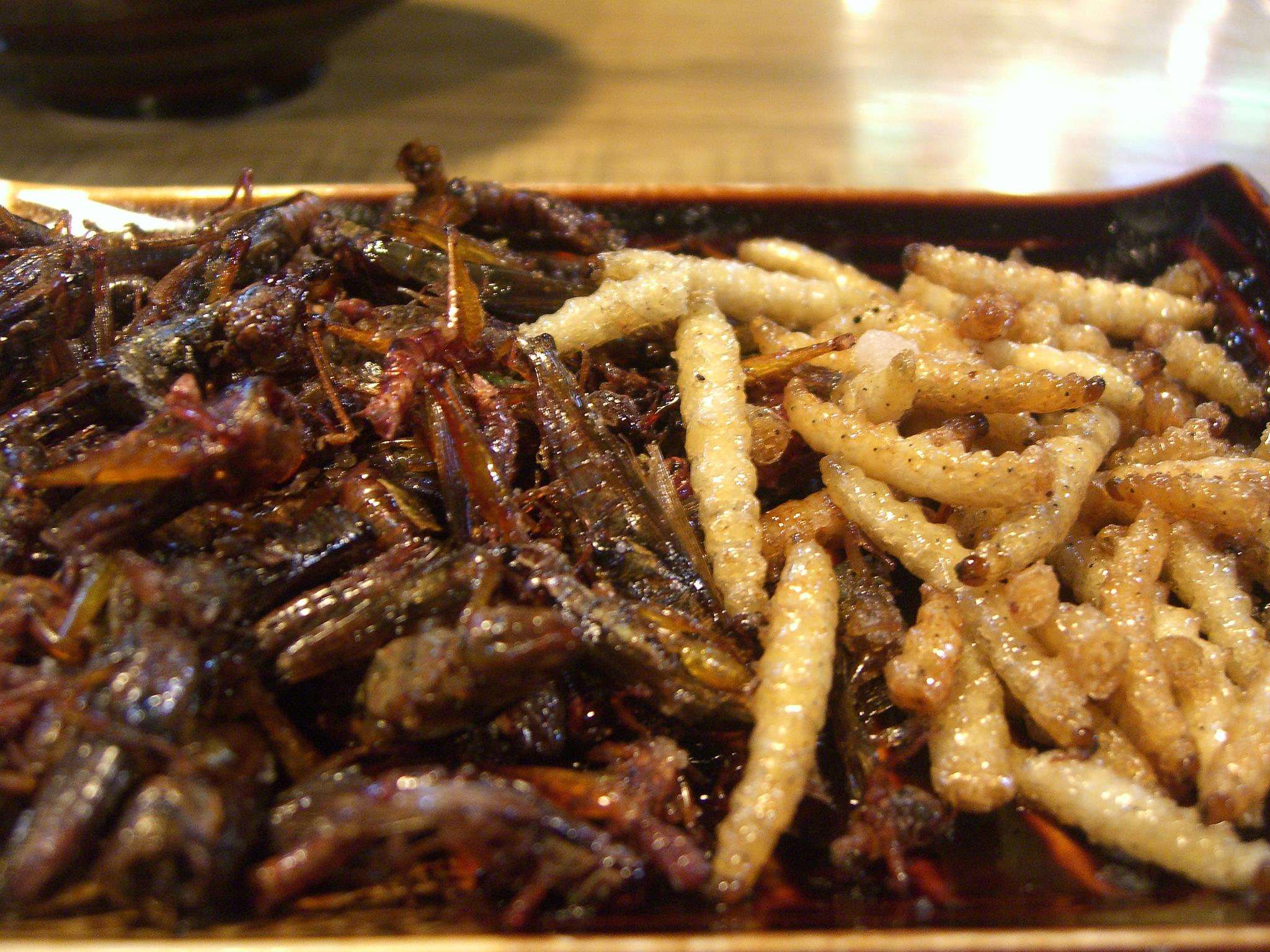
Smažené kobylky a bambusoví červi obsahují velké množství proteinů

V tajském jídelníčku je ovšem možné najít i nevšední pochoutky. Tajové se totiž naučili využívat toho, co jim jejich podnebné podmínky poskytují, a není tedy neobvyklé na tajském stole najít na různé způsoby upravené brouky, červy nebo pavouky. Mezi místní speciality se také řadí želví maso a mravenčí vajíčka.

#### Bambusová rýže
Probraná a vyčištěná rýže se nasype dovnitř bambusového stébla a na 7-8 hodin se zalije vodou. Ústí bambusové trubice se pak překryje banánovým listem a celá trubice se necelou čtvrthodinu opéká. Výsledný pokrm je jemná rýže vonící po bambusu. Je to velmi oblíbené tajské jídlo. 

#### Pití
Oblíbeným pitím Tajů je částečně fermentované sladké víno, velmi často domácí. Samozřejmou součástí jejich pitného režimu je i čaj Pchu-er. 